# Sanuki (Kagawa)
Sanuki (さぬき市 -shi) é uma cidade japonesa localizada na província de Kagawa.
Em 2003 a cidade tinha uma população estimada em 57 382 habitantes e uma densidade populacional de 361,32 h/km². Tem uma área total de 158,81 km².
Recebeu o estatuto de cidade a 1 de Abril de 2002.